# Mohanur
Mohanur (o Mohannur) è una suddivisione dell'India, classificata come town panchayat, di 12.468 abitanti, situata nel distretto di Namakkal, nello stato federato del Tamil Nadu. In base al numero di abitanti la città rientra nella classe IV (da 10.000 a 19.999 persone).

## Geografia fisica
La città è situata a 11° 4' 60 N e 78° 10' 0 E e ha un'altitudine di 142 m s.l.m..

## Società

### Evoluzione demografica
Al censimento del 2001 la popolazione di Mohanur assommava a 12.468 persone, delle quali 6.223 maschi e 6.245 femmine. I bambini di età inferiore o uguale ai sei anni assommavano a 1.126, dei quali 622 maschi e 504 femmine. Infine, coloro che erano in grado di saper almeno leggere e scrivere erano 9.200, dei quali 5.049 maschi e 4.151 femmine.